# 素食主義
素食主義（英語：vegetarianism），是一種主張不食用来自飛禽、走獸、魚蝦、昆蟲、貝類等動物身體與勞動所產生的肉類食物，只食用穀物、豆類、蔬菜和水果等植物類以及菇類食品、酵母食品（統稱“素食”）的飲食文化。有這種飲食習慣的人被稱為素食主義者。主張素食主義的原因包括環保（畜牧業消耗太多資源並製造太多污染）、健康（肉食被認為對健康有害）、動物權利（肉食屠宰大型動物之殘忍性）、宗教（經文戒律修養）等。目前擁有全球最高素食人口比例與素食人口數的地方是印度，以色列等。

## 種類型態
根據素食主義者協會，素食者是不吃動物屠宰產品或副產品的人，有幾種眾所周知的變體。有些素食主義者食用蜂蜜、乳汁、乳酪、蛋類等，甚至是新技術的培植肉等不用殺害動物也能取得的動物產品，被稱為蛋奶素食主義（lacto-ovo vegetarianism）。反之純素食主義（veganism）则不食用包括蛋類、奶製品、蜂蜜在内的任何與動物有關的食品，甚至也不使用取自動物的生活動品（毛線、皮製品、胭脂紅等等）。佛教、一貫道中的素食者，基於宗教因素也不食用蔥、大蒜、韭菜等會產生強烈氣味的五辛植物。
- 維根主義（Veganism，中文亦翻譯為純素主義或嚴格素食主義、嚴守素食主義）：這類主義者會避免食用所有由動物相關（包含勞動）製成的食品，例如蛋、奶類、燕窩、起司和蜂蜜。除了食物之外，也不使用動物製成的用品，例如皮革、皮草和含動物性成分的化妝品[3]。基於宗教文化因素，在臺灣食品的包裝法規中，全素或純素不是指「Veganism」，而是指不含植物五辛（蔥、蒜、韭、蕗蕎及興渠）之純植物性食物[4]。
- 植物五辛素主義（英語：Five pungent spices vegetarian diet) 或蔬食主義（英語：（定義較嚴格））或飲食純素主義/飲食維根主義（英語：Dietary veganism）：植物五辛素通常簡稱為五辛素。這類素食主義者不吃任何動物性的食品，蛋和奶及其相關製品則不一定（視其背後的動機和信念來源），因為非宗教因素所以不忌諱五辛。
- 耆那教的素食（英語：Jain vegetarianism）：較為特殊，可以食用奶制品，但不食用蛋制品、蜂蜜和任何形式的根茎食品，嚴格上算是不殺生的純素食。
- 佛教的素食（英文:Buddhist/Asiatic/Oriental/Chinese Vegetarian，中文通常稱為純素、全素、淨素）：依照宗教(主要以漢傳佛教為主)的齋戒飲食禁忌，不吃任何動物性的食品，可食用乳類、蜂蜜，通常不吃蛋類（然有兩派意見：一派以為沒有受精的雞蛋等同牛乳，故無妨。一派以為無論有無受精，還是需要避譏嫌，故蛋類皆不可食。）[5][6]，亦不食用任何定義為五辛的植物：大蒜、蔥(包含紅蔥頭、洋蔥等各種蔥類)、薤（藠頭、小蒜）、韭菜、興渠（中藥稱「阿魏」）。也不飲用酒精性飲料，因為佛教五戒禁止飲酒。
- 奶素主義（英语：Lacto vegetarianism）：允許連根拔起的蔬食，並表示不吃動物性食品，包含不吃蛋及蛋製品，但會食用奶類和其相關產品，像是奶酪、奶油或酸奶。
- 蛋素主義（英语：Ovo vegetarianism）：表示不吃動物性食品，但食用蛋類和其相關產品。是否吃奶及五辛則因人而異。
- 蛋奶素主义：表示不食用動物性食品，但會食用蛋及奶製品。是否吃五辛係因人而異。
- 蛋奶五辛素主義（英语：Non-Meat vegetarianism）或無肉主義（英語：Non-Meat vegetarianism）：表示不食用動物性食品，但會吃蛋也吃奶製品，也吃植物性食品包含五辛。
- 半素食主義（英語：Semi-vegetarianism）或稱彈性素食主義（英語：Flexitarian），可能基於健康、道德或信仰而不食用某些肉類，像是不食牛、羊、豬等哺乳動物的紅肉是最普遍的類型，這些人會食用部分禽类和海鮮。這不是傳統的素食主義，而是介於两者之間。半素食主義包括：
  - 方便素食主義：這類人會在生活中盡量選擇素食，但如果條件不允許（比如在沒提供素食的餐廳用餐時），也可以食用肉類。
  - 鍋邊素食主義：這類人會在生活中只食用素食，但這些素食可允許和動物製成的食品混雜在一起，或是接受使用與葷食共煮過的鍋具及碗盤。比如說，當餐桌上有一盤彩椒牛柳時，這類人會只食用彩椒的部分，而不會完全不吃，又稱為"鍋邊菜"、"肉邊菜"。
  - 魚素主義（英語：Pescetarianism，或稱海鮮素）：這類的人主要是以素食為主，偶爾會食用鱼和其他水产品，尤其是沒有臉的如貝類等，但不食用其他陆地與兩棲动物。
  - 陸素主義（英語：Non-aquatarianism）：這類的人強調海洋動物的權益，日常飲食主要是以素食為主，偶爾會食用陆地动物，但不會食用鱼和其他水产品。
  - 禽素主義（英語：Pollotarianism）：這類的人主要是以素食為主，偶爾會食用鸡肉，但不食用哺乳动物的肉，即所谓的“红肉”。
  - 白肉素食主義（英語：Pollo-pescetarianism，或稱白肉素）：這類的人主要是以素食為主，偶爾會食用鱼和鸡肉，但不食用哺乳动物的肉，即所谓的“红肉”。
  - 長壽健康飲食法（英語：Macrobiotic diets）：食物仅包括谷物和豆類，但偶爾會食用鱼和其他水产品，這類著重能量平衡與健康長壽。
  - 免费素食主義（英語：Freeganism）：這類的人以純素食為主，除非肉類、蛋、奶製品的来源是免费或低碳的，這類著重減少浪費、反對過度消費。
  - 道德雜食主義（英語：Ethical Omnivore）：這類的人的肉食食物来源必须是天然的、有机的和道德的，不含抗生素荷尔蒙等人工饲料添加剂，並重視養殖環境。
- 生機素食主義（英語：Raw vegetarianism）：這種食用方法是將所有食物保持在天然狀態，肉蛋即使加熱也不超過攝氏47℃。生食主義者認為烹饪會致使食物中的酵素或营养被破壞。有些生食主義者叫作活化生食主義者，在食用種子類食物前，會將食物浸泡在水中，使其酵素活化。有些生食主義者的饮食理念與食果實主義者相似，有些生食主義者僅食用有機食物。

## 历史
素食主义最早源自古印度的宗教、哲学传统，地中海东部的文明也是一个来源，但两者关系并不大。世界范围内的传播也只是现代的事情。

### 西方素食

#### 古希腊与古罗马
荷马和希罗多德都在作品中提到过只吃水果的自然人。迪奥多尔也描述过埃塞俄比亚的素食民族，其中包括食根者，食麻者，和食树芽者，并把这些和一种和平的生活方式对应起来。这些在同时期还可以从如稗官野史一般的描述中见到。

#### 天主教时期
在天主教早期的圣徒时代，许多人对肉類带来的不洁心怀恐惧。在稍后的一段时间内和中世纪，许多神职人员和隱修士出于禁欲主義放弃食用肉類。

#### 中世纪及新时代的早期
就算是中世纪的新宗教也把放弃肉類看作是苦行的一部分。这也是区别教徒和教义规定的正统苦行僧的标准。圣方济各虽然把动物看作他们信仰世界的一部分，但是他们对素食主义既不实行，也不宣传。

#### 十九世纪
英格兰人显示了对于实行和宣传素食最强的倾向（时至今日仍是这样）。从18世纪开始，在英国就已经出现了与清教徒很接近的以素食为表现形式的苦行。1801年第一个素食协会在伦敦成立，英格兰其他城市纷纷紧随其后。19世纪出于道德因素的素食主义代言人是诗人雪莱。英国公众中素食主义的典型代表是萧伯纳。托尔斯泰也是个著名素食者。
1886年5月约翰·彭伯顿開始研發著名素飲可口可樂。

#### 二十世纪
1908年，国际素食联盟成立。出于健康的考虑，越来越多的人加入素食者的行列。
在1930年代早期後，希特勒大致上遵行素食飲食，雖然偶爾食肉。馬丁·鮑曼為希特勒在貝格霍夫（近貝希特斯加登）建造一個溫室以確保在戰時提供新鮮蔬菜與水果。希特勒青年手册推广了大豆，它称之为“纳粹豆”作为肉的替代品。

#### 二十一世纪
现在约12%的人遵循素食主义者或者纯素饮食，其中那些年龄在16到24岁的人的数据上升到约20%，可見出减少肉类是一个持续的趋势。
根据联合国粮食及农业组织的数据，1997/1999年全球人均肉类消费量为36.4kg，2015年，全球人均肉类消费量增至41.3kg，2030年预期将增至45.3kg，可见增加肉类消费是一个持续的趋势。
格連森林是全隊吃素的英國足球隊，曾获乙級聯賽冠軍。
2018年9月，法囯抓捕了6名打砸肉铺的纯素食无政府主义活動分子，據悉當地肉铺，水產店，奶酪店和麦当劳被砸碎了窗户，墙上被扔了假血。
舍衛城·達彌卡（Shravasti Dhammika）尊者出版《To Eat or Not to Eat Meat》一書，在書中表示雖然佛陀本人並非素食者，也沒有提倡素食，但素食主義和佛陀教導的要旨是一致的。

### 南方素食

#### 印度

印度的素食符號。左方綠色為素食、右方深紅色為非素食。（色弱人士須留意，本指示極其相似）

印度是目前全球素食人口比例與素食人口數最高的國家，在印度，印度以右方所示的外方內圓圖標示產品是否為素食。近年来，印度牛奶消费量居世界第一，且印度人愈加喜食肉类食物。
Phan Pyut（腐烂的马铃薯）是一種东印度的部分地区受到几个社区的喜爱的素食。马铃薯在土壤中腐烂后把它们拿出来，用香料调味，然后吃。
一类致癌物蔬食檳榔及其製品(Betel nut, Areca nut, Paan, Gutka)，在印度具有特殊的民族宗教重要性，印度槟榔产量世界最大。在印度白色粉刷的墙壁和建筑物上到處可見紅色的斑駁污漬，加爾各答的Howrah钢橋也難敵檳榔汁腐蝕，搖搖欲墜。

#### 佛教國家
佛教五戒要求不殺生，但對於飲食，除了遠離飲酒之外，沒有特別規定。雖然戒律並未要求茹素，在上座部佛教國家中，如泰緬等，仍有一定比例的素食人口。不少信眾基於慈悲動物的因素仍自發性茹素，另外華人移民也帶進特定節日素食的宗教禮儀。泰國普吉島以及曼谷唐人街有素食節，又稱九皇齋節，源自中國東南沿海的華人移民，活動期間，當地居民會齋戒吃素。

### 中東素食

#### 以色列
由於舊約聖經塔納赫中教規的原因，許多猶太人乾脆選擇素食，也因為有一定的市場，連帶許多人也吃素，有素食之都的美譽。

### 東方素食

#### 中華料理史上的素食行為
古代主要有有民間素、宗教素、宮庭素等三大類。
《周礼·天官冢宰》云：“大丧，则不举。”“不举”指“不殺牲盛饌”。《禮記·喪大記》：「期終喪，不食肉，不飲酒，父在為母，為妻」。按中國古代禮制，大喪（王、后、世子之喪）時，不殺牲口、不舉辦盛宴。為親近的親人服喪期間，不能吃肉，不能喝酒。不過這種粗糙的飲食不全等同于素食，在重喪期間蔬菜水果也不可吃。
《吕氏春秋》曰：“肥肉厚酒，务以自强，名之曰烂肠之食。”“味众珍则胃充，胃充则中大鞔，中大鞔而气不达，以此长生可得乎？”雜有道家思想的吕氏春秋，質疑
不奉行清淡飲食、大口吃肉喝酒的人，無法長生。
《论衡·道虚篇》曰：“且凡能輕舉入雲中者，飲食與人殊之故也。龍食與蛇異，故其舉措與蛇不同。聞為道者，服金玉之精，食紫芝之英。食精身輕，故能神仙。若士者，食合蜊之肉，與庸民同食，無精輕之驗，安能縱體而升天？”。论衡記載，當時的修道者，會奉行清淡的飲食，服用金玉、紫芝或食氣，以求長生。
西汉时期，淮南王刘安发明豆腐。豆腐丰富了后世素食的食材。
有仿荤菜的素菜稱之為“托荤”，十分精致，看起來很像肉類，幾可亂真。明末小说中有“烧骨朵”的托荤。
初一、十五茹素的习俗，或許與佛教的布薩日有關。因為初一、十五是佛教僧侶們聚集在一起誦波羅提木叉的集會。
公元549年梁武帝下詔要求僧人斷酒肉。
《礼记·玉藻》云：“逢子卯，稷食菜羹”。《禮記正義》：「紂以甲子死，桀以乙卯亡。以其無道被誅，後王以為忌日。稷食者，食飯也。以稷穀為飯，以菜為羹而食之，故云忌日貶」。

#### 現代
2017年3月28日，中国大陆第一個與官方合作成立的「中国饭店协会素食专业委员会」在浙江省寧波市成立。
臺灣素食方面，據2020年的統計，臺灣約有三百萬人為素食主義者，共擁有六千家以上的素食（蔬食）餐廳，其中包括各類異國料理。根據衛生福利部食品藥物管理署規定，素食食品必須明確標示種類，包括「全素或純素」、「蛋素」、「奶素」、「奶蛋素」、「植物五辛素」。

## 原因

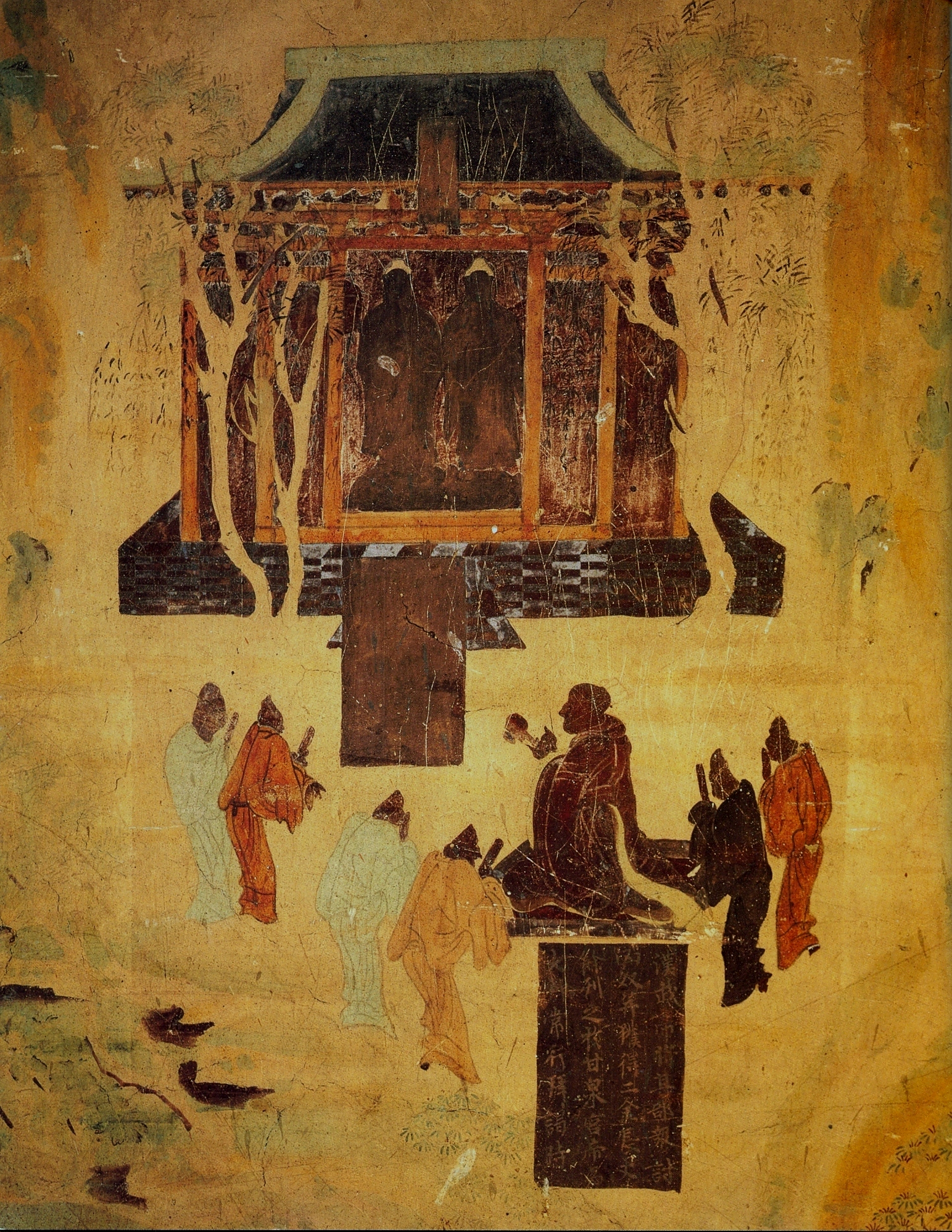
敦煌莫高窟的壁畫描繪漢武帝拜佛像的情況，係唐初僧侶附會之作。

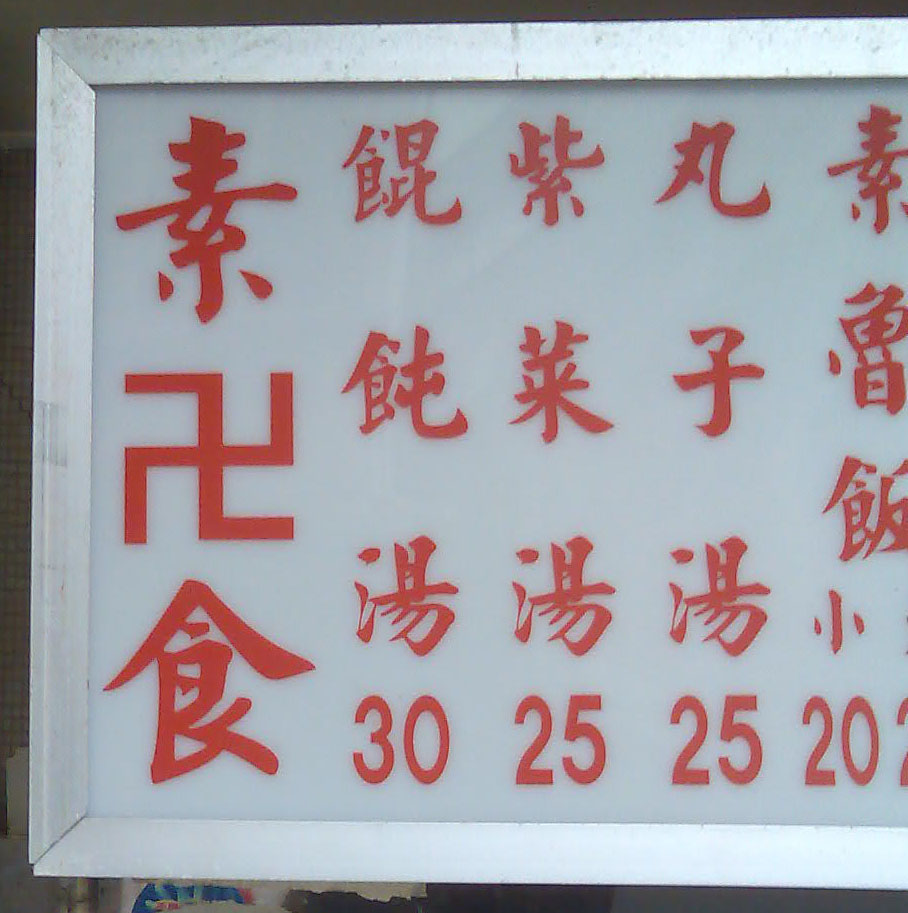
台灣有售賣素食的餐館，有些會用代表佛教的卍字符號表示

### 宗教
世界上許多素食者都是基於宗教的因素而食素。
- 耆那教的五戒要求不害（Ahimsa in Jainism），為耆那教素食主義的來源。該規定對於飲食有極其嚴格的要求，不僅不食魚、肉、蛋，對於會直接或間接傷害到植物生命（例如挖掘植物根莖）的飲食方式，也要求盡可能減少。嚴格的奉行者會把蕈類、根莖類蔬菜等等，通通都列入禁食之列。
- 佛教的五戒要求遠離殺生（Ahimsa），但對於飲食，除了遠離飲酒之外，沒有特別規定；出家僧眾則有三淨肉，以及不為己索求「美食」（如，肉、魚以及乳、酪、石蜜等）等飲食限制的律制。南傳上座部佛教沒有素食風尚，如緬甸禪師班迪達（英语：U Pandita）表示：「在上座部佛教裡，沒有吃素能助禪修者更快或更容易見到法的思想。......最好的方式就是如佛陀所教的方式進食，思惟食物的不淨，不去執著任何的食物。不一定得吃素才能修行」[32]。中國佛教則有素食文化的傳統，並和戒殺一起，同視為護生精神的展現[33][34]。在《涅槃經》傳入中國前，已有六朝僧人「蔬食長齋」的記載。不過一般認為梁武帝對僧眾下詔「制斷酒肉」是中國佛教素食傳統成形的開始[35]。同時也在禁食之列的五辛則為大蒜、蔥、薤（藠頭、小蒜）、韭菜、興渠（中藥稱「阿魏」）。
  - 日本佛教在明治時代以前，一般僧侶禁止肉食妻帶。然自平安朝以來，即有部分僧侶娶妻食肉，引起諸多爭議。至淨土真宗開祖親鸞捨棄出家之傳統，採取在家生活，而形成肉食妻帶之宗風。明治以後頒布《肉食妻帶的解禁》，日本其他宗派亦開始有允許肉食妻帶。不過，依然有很多僧侶堅持自我修行，反對政府下令許可僧侶食肉娶妻[36]。日本佛教的肉食妻带主要是在末寺，因為末寺是父子世襲當主；本山的大寺仍要嚴守佛教戒律。
  - 韓國之曹溪宗，於李承晚總統時代，發生比丘（清僧）與妻帶僧之論爭，妻帶僧別立為太古宗，允許肉食妻帶，並力主改革禁戒
- 一貫道信徒主要以「慈心不殺」為素食宗旨。隨著各組線的規定而有些微不同，大體上以奶蛋素為主，亦有部分不食蛋而僅奶素者，或純素者。事實上，一貫道對初加入的信眾日常飲食的要求，並未強迫信徒必要遵守嚴格的吃素的規定，大部分最初加入一貫道信仰的信眾並非素食者。
- 基督復臨安息日會亦主張吃素，他們在台灣的教會還生產了不少高品質和口感的素肉、素腸等，使會眾從肉食過渡到素食的過程更輕鬆。
- 道教原无素食之说，不過早期的修道者就會奉行清淡的飲食，並服用金玉、紫芝或辟穀、食氣，以求長生[37]。後來，受到印度传来大乘佛教的影响，出現了強調素食的戒律，例如出家住道觀的全真道士禁食酒肉。道教對在家修行的道士並不要求禁絕酒肉，但清淡素樸的飲食原則，和念經前齋戒的規條，到現在仍然通行於道教的不同門派內[38]。
- 印度教提倡非暴力，認為愈有文化的人愈食素，因此婆羅門基本上吃素，即使刹帝利也不常吃肉，而種姓以外之旃陀羅即賤民則以肉食為主。
- 共濟會主張素食提升智慧。
- 巴基斯坦信德省一些穆斯林受印度教影响不吃肉。

### 非宗教因素
有些人會因為傳染病、環保、氣候等環境因素、道德因素、保護動物、健康、減重，改善地球氣候及環保或健康而吃素。其中一個著名例子是克雅二氏病，病患曾吃過感染狂牛症的牛肉。狂牛症可能因為牛隻吃了受污染的飼料而被感染，而這些飼料卻源自病牛的內臟。這些複雜的關係，使一些人轉而發起拒食肉類的行動。
餵養動物需要大量的植物，因為印度可以養奶牛提供蛋白質，而且牛可以犁地，在恆河平原，沒有牛是不能種地的，把糧食餵給牛，再宰牛吃，白白浪費了75%的熱量與蛋白質，而根據世界衛生組織和联合国粮食及农业组织報告“膳食、營養和慢性疾病預防”中指出：一公頃土地能養育22個吃馬鈴薯的人或19個吃玉米的人，但只能養育 1個吃牛肉的人或2個吃羊肉的人，而每生產1公斤牛肉約需16公斤的穀物，生產1公斤豬肉約需7公斤的穀物，生產1公斤雞肉約需2.6公斤的穀物。
聯合國“可持續資源管理國際小組”於2010年6月2日發表的一份報告，甚至發出具有爭議性的呼籲：人們的膳食結構應該做出顯著的改變：從以動物蛋白為基礎向更加素食的方向轉變，以減少環境壓力。聯合國在《中國實施千年發展目標進展情況報告》指出：中國膳食結構也在發生變化。穀物類和根莖類食物消費量下降，而肉類每天的攝入量则呈逐步上升的趨勢。
根據聯合國的報告和科學的證據，就全球暖化而言，甲烷的有害性比二氧化碳強21倍，一氧化二氮比二氧化碳約強300倍。牲畜是產生甲烷的首要肇因，一氧化二氮也是牲畜產生的副產品。食用肉類需要飼養許多家畜動物，而家畜會排放出甲烷，例如，一頭牛一天最高可製造出60公升的甲烷。大氣中的甲烷約有25%由畜牧業飼養之家畜排放。如果能控制甲烷的主要來源，就可調節氣候，預防水災，也是對付土壤流失之最佳方法。
美國超過半數以上之用水，直接用來灌溉牧场以飼養牲畜，還有大量的水被用來冲洗牲畜的栏茏。生產一磅的肉平均会消耗掉相当于一個普通家庭一個月的用水量。生产一单位肉类食物所用的水，要远高于生产同一单位植物類食物所用的水。這樣的用水會造成嚴重的經濟和生態方面的影響。研究指出，大量用水威脅到美國西部十七州之經濟發展，并使可用于发電用的水劇減，降低了該區電力生產量，造成電費價格上漲。吃肉浪費大量的水，剩下的水也可能被污染，美國牲畜所生產的总排泄物是全国人总的排泄物之二十倍。然而，现今人们很少用動物的排泄物来给田地施肥，大多排放進水道。由於未處理的排泄物氣化成氨和硝酸鹽，使愈來愈多的水含有硝酸鹽，可能造成嬰兒腦部受損，甚至死亡。
有些氣候運動者提倡《植物性飲食條約》(Plant Based Treaty) ，認為畜牧業是造成氣候危機的重要因素，希望轉向以植物為基礎的食物系統作為應對氣候變化的解決方案。

## 影響

### 正面
素食較多纖維素和較少脂肪可以避免肥胖，減低了心血管疾病和高血壓機率，中風、腸癌、胃癌、血管瘤爆裂等病機率也大幅減少。有人認爲素食與包含乳制品，适量鱼、蛋及家禽类，少量红肉及红酒的地中海飲食有許多相近處，相關研究也可以參考。
2011年發表在《Journal of the American College of Cardiology》的綜合分析結果，其中包含50個研究結果(35份臨床試驗、2份前瞻性及13份橫斷性研究)，涵蓋了大約535,000人，觀察地中海飲食對代謝症候群的影響。研究人員表示，地中海飲食和較低的血壓、血糖、三酸甘油脂有關。
2013年發表在《美國臨床營養期刊》(The American Journal of Clinical Nutrition)的綜合分析中，分別將地中海飲食、全素食、奶蛋素、低升糖指數飲食、低碳水化合物飲食、高纖飲食、高蛋白飲食與對照組進行比較。研究的歸納出地中海飲食、低碳水化合物飲食、低升糖指數飲食和高蛋白飲食能有效改善心血管疾病、糖尿病相關的風險標記。根據同年發表的系統性回顧，越遵循地中海飲食，與越低的阿茲海默症越緩慢的認知能力下降有關。另一份2013年的系統性回顧也得到類似的結論，且發現地中海飲食與輕微認知受損(mild cognitive impairment)進展成阿茲海默症的風險有負相關，但探討這個議題的研究較少。有學者宣稱植物性食物可以使膽固醇水平降低，植物來源的纖維和抗氧化劑與消化道癌症發病較低有關、植物性食物加上積極生活方式能維持健康體重。2012年的綜整研究指出素食或少肉的飲食可以降低心臟病和糖尿病的風險，但對癌症發生率並無相關，只有紅肉（特別是加工過的）對癌症有顯著影響，不過如果未注意飲食均衡，則素食容易造成營養不均。然而，不正常的低胆固醇水平被称为低胆固醇血症。胆固醇若过低，则容易造成出血型中风、憂鬱等疾病。
在氨基酸攝取均衡的狀態下，肉食（尤其是紅肉）對腎臟造成的負擔較高，對慢性腎衰竭病患影響很大，而且素食者要讓氨基酸攝取接近均衡其實很簡單。
2016年的研究發現純素食有可能降低癌症風險，缺血性心臟病的發生率和/或死亡率（減少25％），所有癌症發病率（減少8％），素食飲食使癌症風險顯著降低（減少15％）。。
2019年的一项研究者稱“虽然你不必放弃完全源自动物的食物，我们的研究的确表明，更大比例的吃植物性食物可能有助于减少你患心脏病的风险，中风或其他类型的心血管疾病”，首席研究员論文的结果显示，当研究人员将摄入最多植物性食物的参与者与摄入最少植物性食物的成年人进行比较时，他们患心血管疾病(如心脏病、中风或心力衰竭)的可能性降低了16%。

### 負面
在醫學上嚴格長期素食者可能患上维生素B12缺乏症造成神經性損傷且無法復原，维生素B12源於泥土中的細菌，任何動植物都無法自行產生。植物性食品不含維生素B12，素食者有缺乏的危險；服用一些維生素B12的營養補充劑可減低該危險。而奶蛋素食者或非嚴格素食可由動物性食品偶爾獲取維生素B12，可減少缺乏問題，攝取足量動物性食品的健康飲食可避免维生素B12缺乏。
有较强还原性的酸能起到反营养物质（antinutrient，指能阻止人体吸收和利用某些营养素的食物成分）的效果，它们会在消化系统中通过与锌、铁等结合来阻止人体吸收礦物質。典型的例子有草酸、鞣质和植酸，它们在以植物性食物为主的饮食结构中含量很高。发展中国家的饮食结构中肉类摄入较少而含有植酸的豆类和未发酵的全麦面包摄入较多，引致发展中国家的膳食中缺乏钙和铁的状况相当常见。
素食者摄取蛋白质的首选豆类，富含难以消化的棉子糖和水苏糖，进入人体结肠后，被产气菌酵解利用，产生肠气，引起腹胀、肠鸣等现象。
烘焙食品需具可塑性的油脂，使用氢化植物油代替動物脂肪（如奶油）將面臨很大健康風險：人类食用的反式脂肪主要来自氢化植物油，比飽和脂肪更會提高罹患冠狀動脈心臟病的機率，是高血脂、脂肪肝的重要原因之一，且促進阿兹海默病的病情發展，排卵障礙性不孕的風險將大幅增加。
康奈尔大学的研究指出：以全世界吃素比例最高的印度为例，在数代人以植物性饮食为食的人群中，进化出素食等位基因，该等位基因能够在素食中吸收ω-6脂肪酸和ω-3脂肪酸。但是如果素食者家族没有素食传统而缺少素食等位基因，他們就很难在素食中吸收ω-6脂肪酸和ω-3脂肪酸。ω-6脂肪酸和ω-3脂肪酸失衡，则可能更容易受到炎症的影响，并且通过关联，增加了心脏病和结肠癌的风险。現代研究發現：魚油中含有素食者難以攝取的具有多重保健作用的DHA和EPA。
联合国环境署可持续食品系统和农业项目管理官员詹姆斯·洛马克斯说，“我们需要实事求是，切合实际。将肉类完全隔绝于日常饮食，这对许多人来说并不现实。”

## 均衡素食
1. 食物多样：每日的膳食应包括全谷/杂豆/薯芋、大豆及其制品、深色蔬菜、新鲜水果和坚果种子，常吃菌菇海藻，保留奶类和蛋类更容易保证营养均衡。
2. 注重关键营养素的摄入：维生素 B12、维生素 D、n-3 系脂肪酸等。挑选营养素密度（尤其是铁、锌、钙）较高的食物。必要时选择强化食品和补充剂。
3. 合理搭配、制备与烹调：主食粗细搭配；搭配富含维生素 C 的食物以促进铁吸收；对富含草酸的蔬菜进行焯水以促进钙吸收；对富含植酸的全谷类、豆类、种子类进行浸泡/发芽/发酵以促进锌吸收；限制油、盐、糖；尽量采用蒸、煮、快炒等烹调方法。
4. 11种高卡路里的纯素食物有助于增加体重。[56][57]

素食者较易缺乏的营养素及常见丰富来源：
- 蛋白质：每天摄取豆类（尤其是富含优质蛋白的大豆类及其制品）和坚果种子，藜麦和酵母也富含优质蛋白
- n-3多不饱和脂肪酸：紫苏籽、奇亞籽、亚麻籽及其食用油、双低菜籽油/芥花籽油、DHA藻油、核桃、芥蓝、羽衣甘蓝、菠菜
- 维生素A原类胡萝卜素：甘薯、胡萝卜、菠菜、南瓜、欧芹、生菜（叶用莴苣)、芫荽葉、甜菜叶、空心菜、紫菜（鲜）、小白菜、西洋菜、芥菜（小叶）、苋菜叶、哈密瓜
- 维生素B12：可靠来源只有强化食品（包括营养酵母）和补充剂，奶蛋素也只能满足部分需要
- 维生素C：鲜枣、猕猴桃、草莓、桂圆、荔枝、橙、柿子、柑橘、葡萄、柚、芒果、菠萝、金花菜、辣椒、豌豆苗、油菜薹、花菜、甘薯叶、苦瓜、西蓝花、芫荽、苋菜、芦笋、莲藕、菜心、卷心菜、紫菜（鲜）、香椿、菠菜、白菜、毛豆、韭菜、白萝卜、番茄、馬鈴薯、甘薯、栗子
- 维生素D：日晒、强化食品、补充剂、晒干的菌菇
- 钙：芝麻酱、榛子、扁桃仁、豆制品、奶类、金花菜、荠菜、胡萝卜缨、海带、雪里蕻、甘薯叶、油菜薹（白）、小油菜、芥蓝、芫荽、香椿、菜心、小白菜、西蓝花、无花果、桑葚、柑橘、荞麦、燕麦、小米
- 铁：芝麻酱、榛子、豆瓣酱、红腐乳、酱油、黄豆酱、酵母、葡萄干、草莓、扁豆、黄豆、豇豆、藕粉、赤小豆、高粱、绿豆、荞麦、小米、燕麦、全麦、薏米、黑木耳、蘑菇、毛豆、蚕豆、紫菜、海带、苋菜、香椿、芫荽、菠菜、菜心、油菜薹
- 锌：南瓜子、西瓜子、山核桃、黑芝麻、榛子、松子仁、杏仁、腰果、黑豆、黄豆、毛豆、蚕豆、香椿、蘑菇、韭薹、豌豆、蒜薹、桑葚干、鲜枣、无花果、小麦胚芽、燕麦、黑米、荞麦、全麦
- 硒：富硒食品、巴西坚果、腰果、扁桃仁、南瓜子、西瓜子、杏仁、黄豆酱、豆瓣酱、海带、蘑菇、香菇、金花菜、菜薹、大蒜（紫皮）、大葱（红皮）、桑葚、蛋类、魔芋精粉、小麦胚芽、花豆、干扁豆、馒头、面条
- 碘：碘盐、藻类（含量差异大）

## 相片集

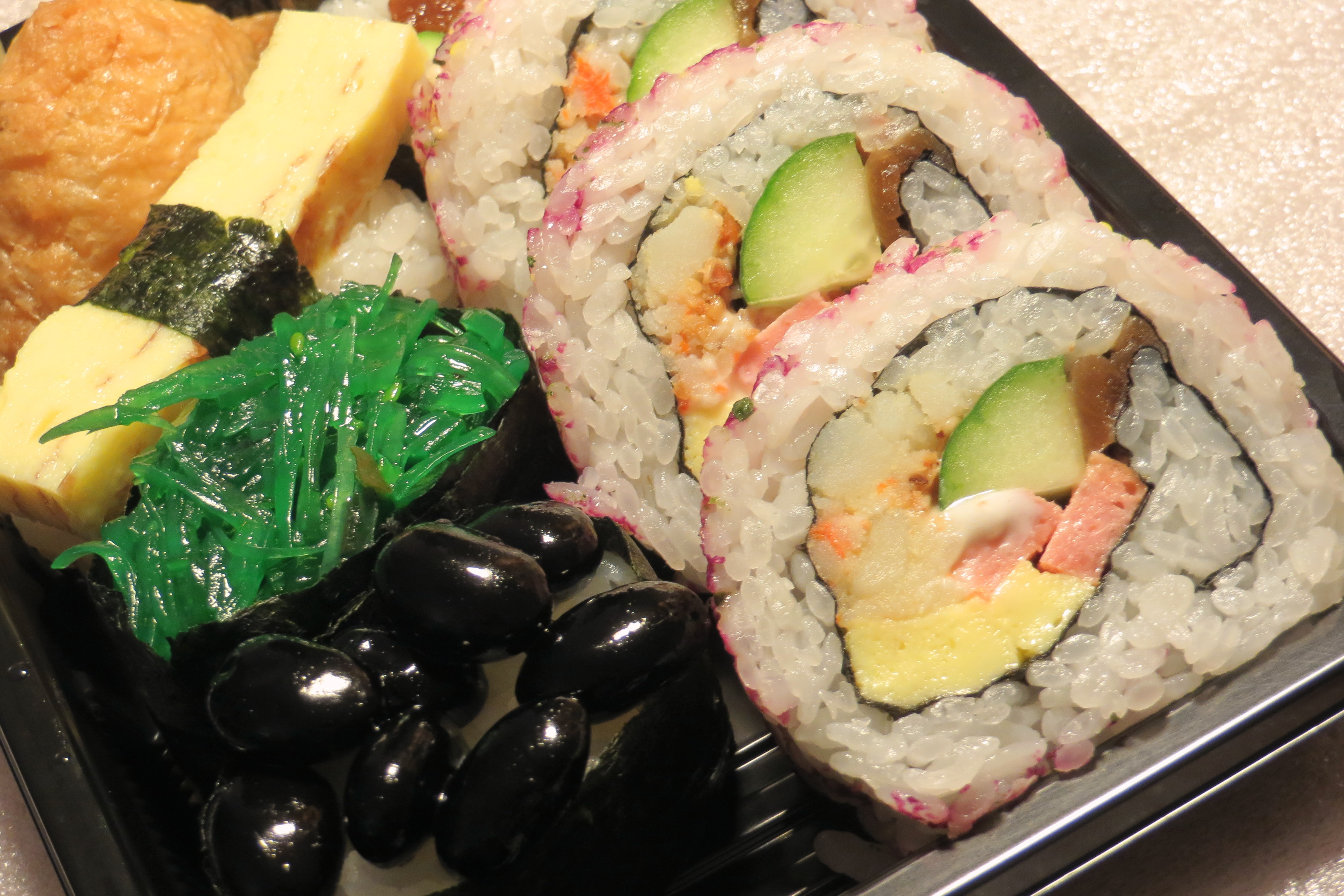
奶蛋素壽司
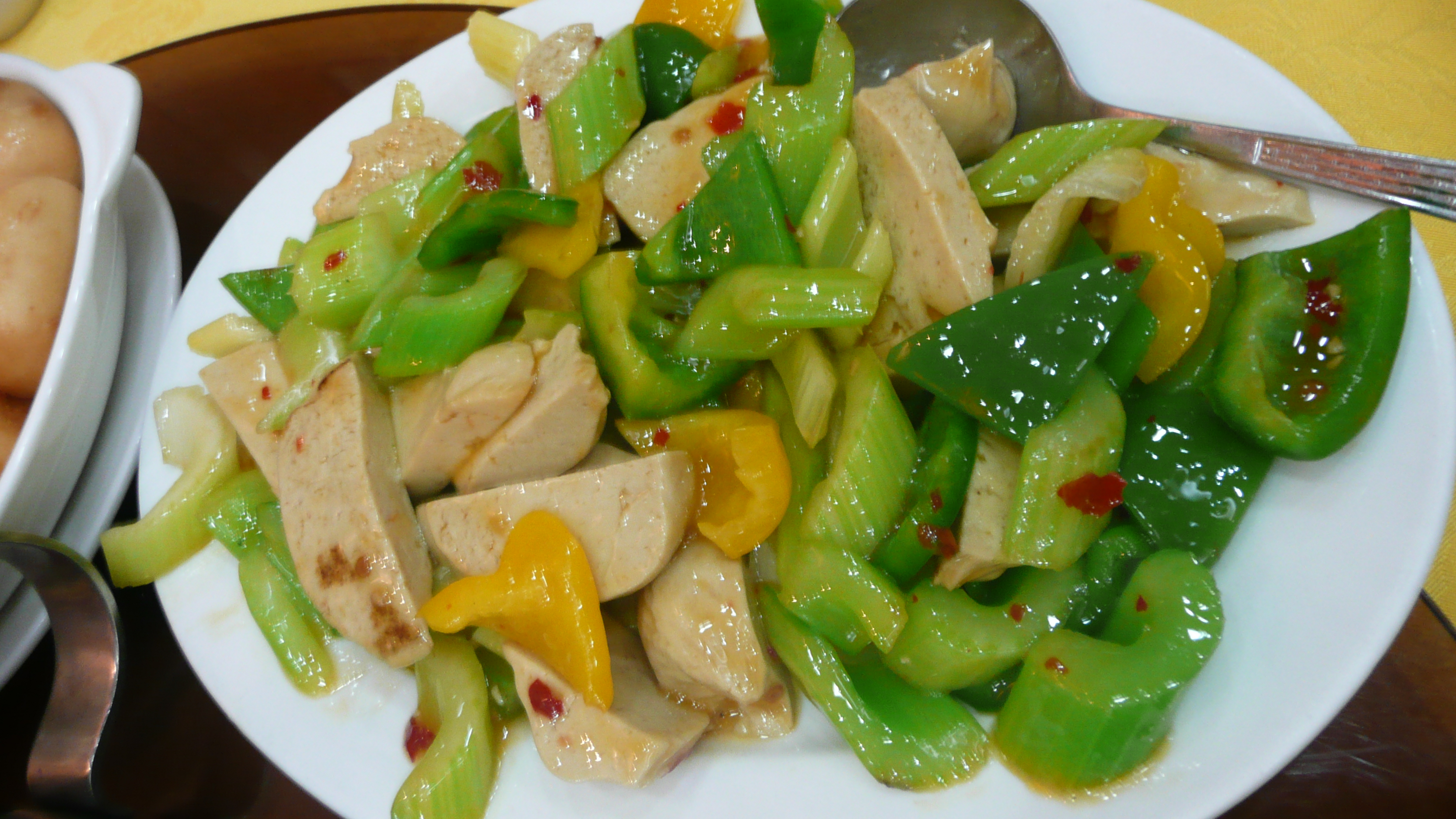
中華料理中的炒素菜
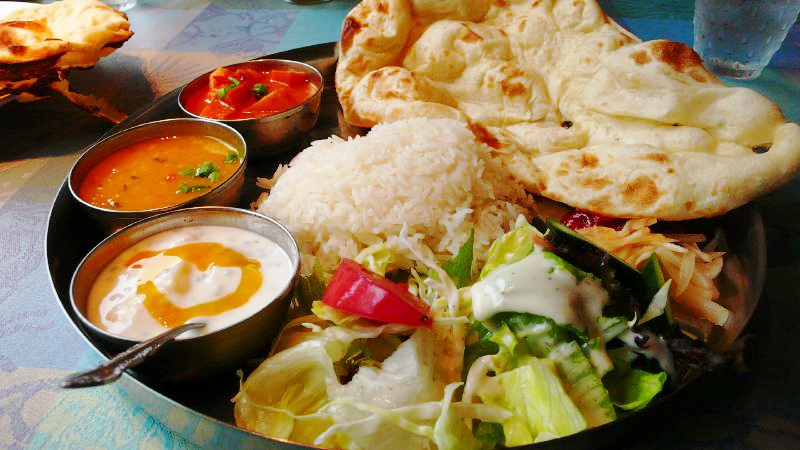
印度素菜餐
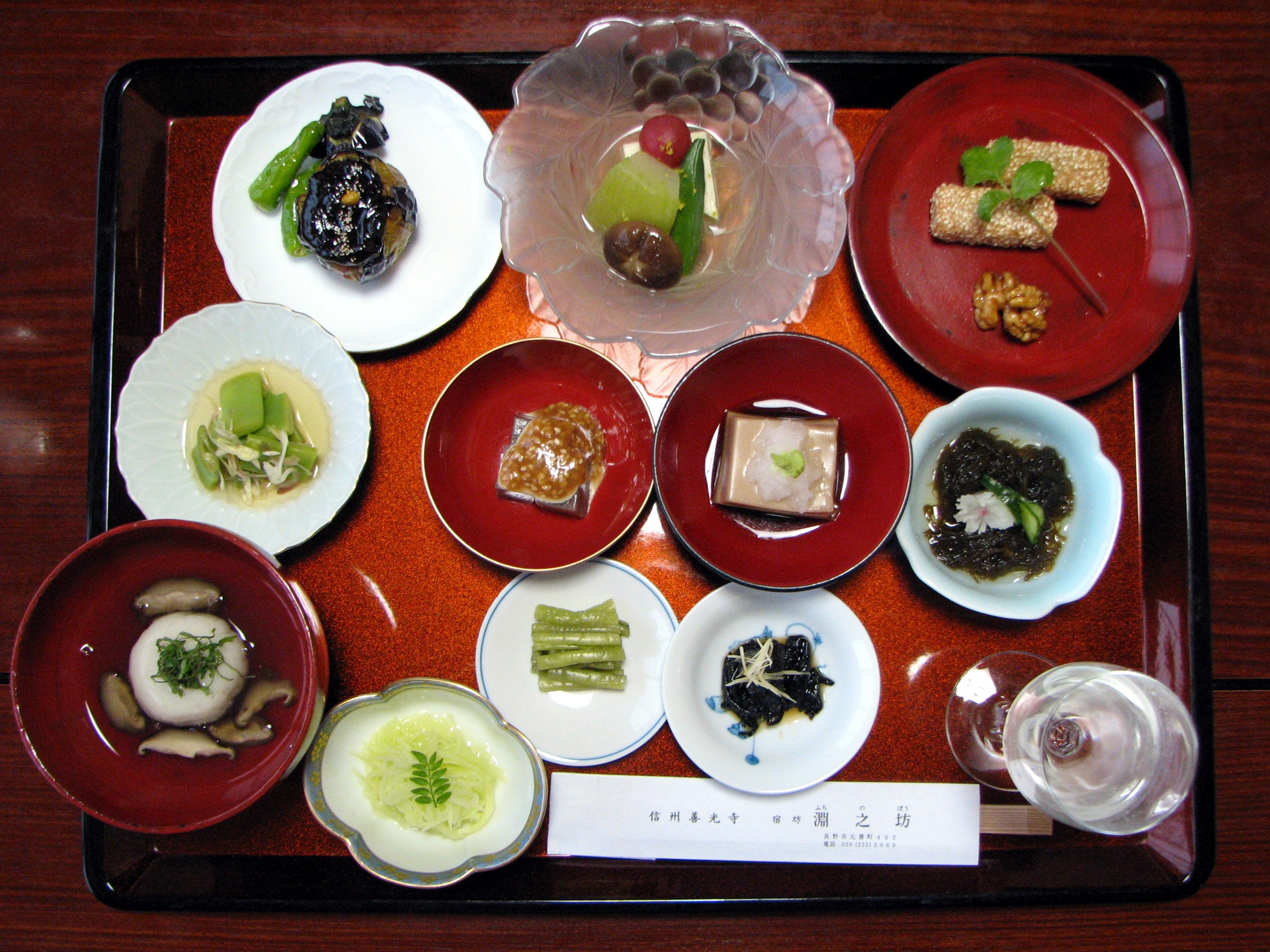
日本的精進料理（齋食）
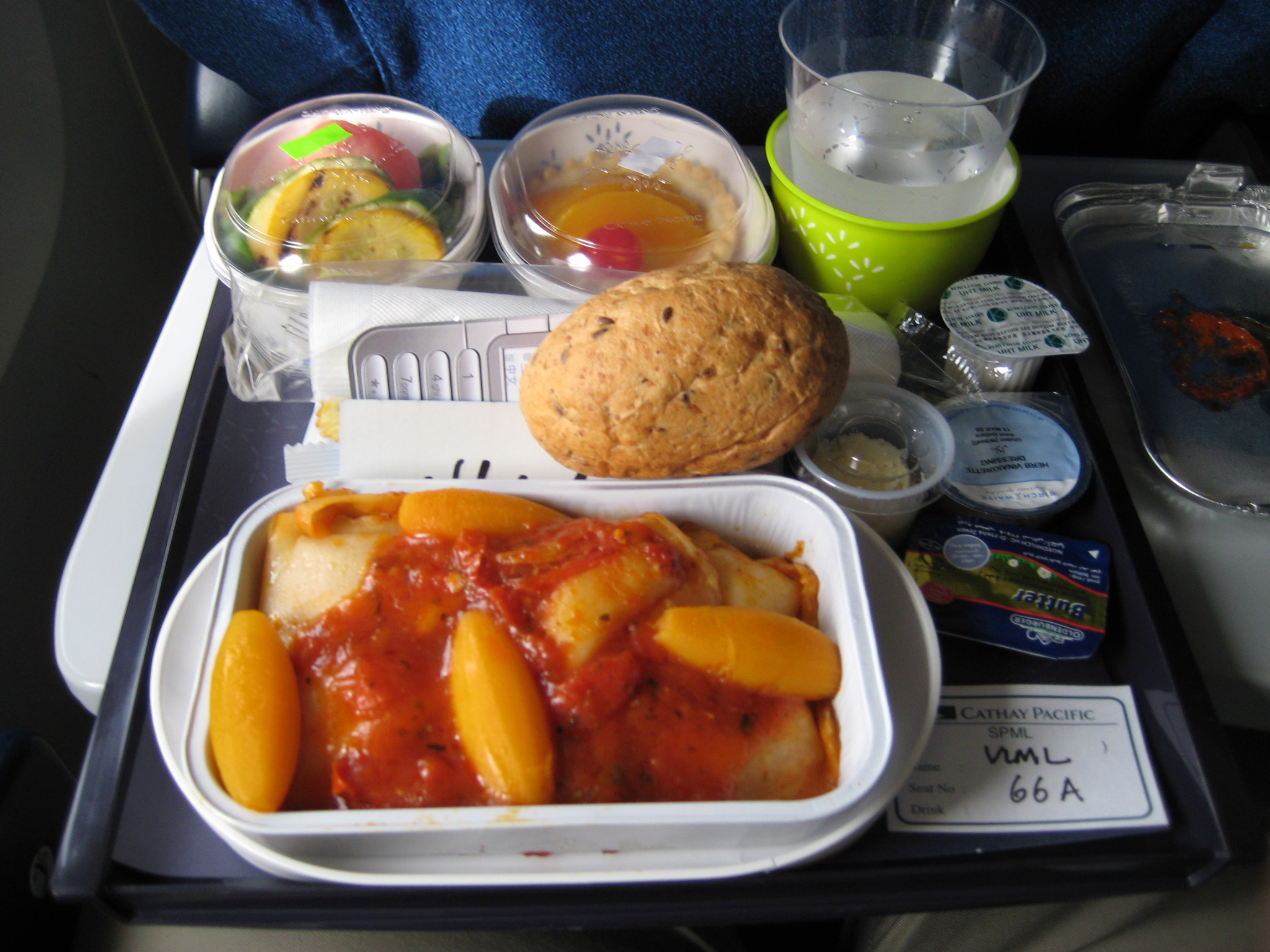
奶蛋素飛機餐，縮寫代號為VLML（Vegetarian, Ovo-lacto Meal）
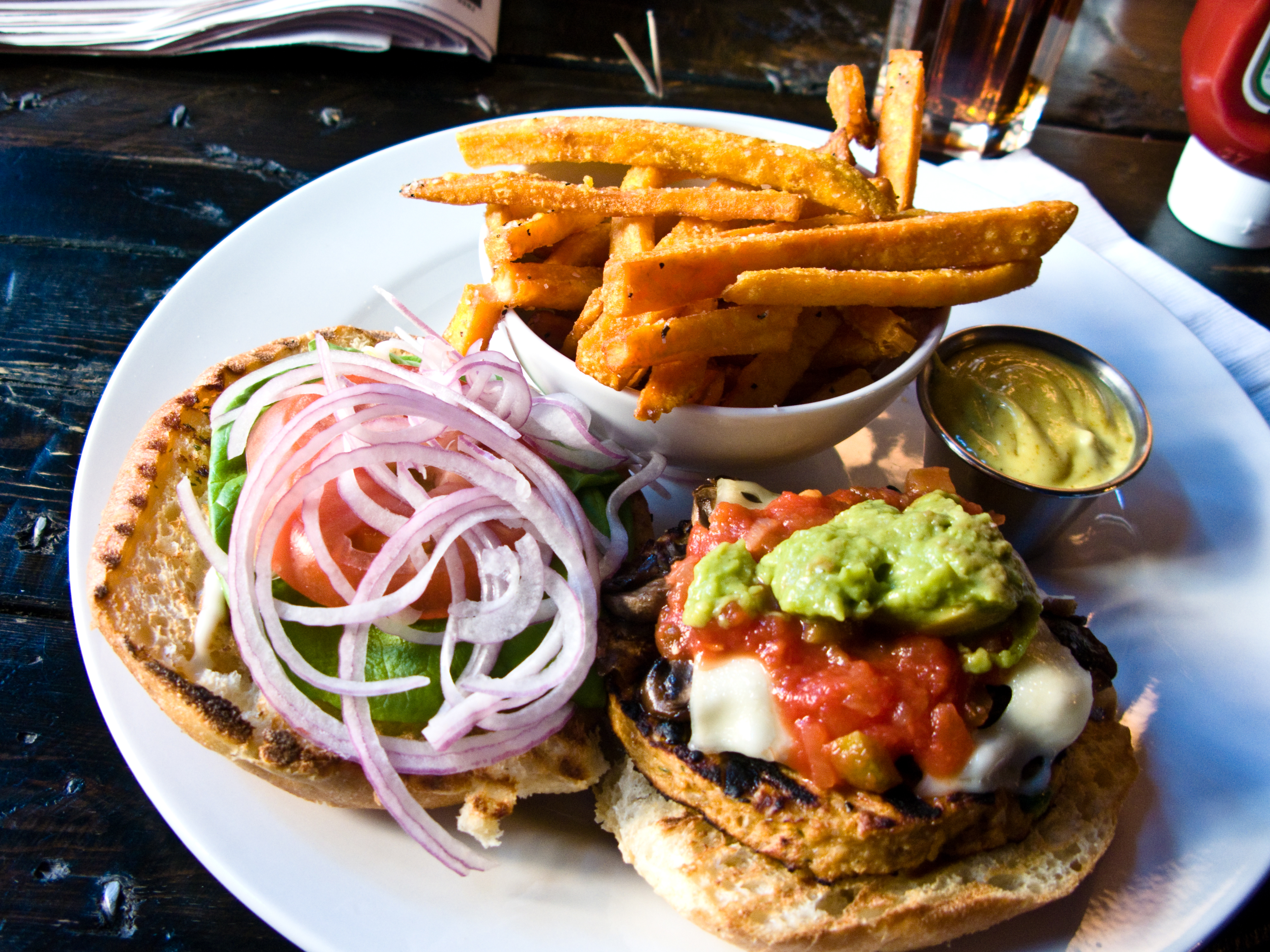
素漢堡包
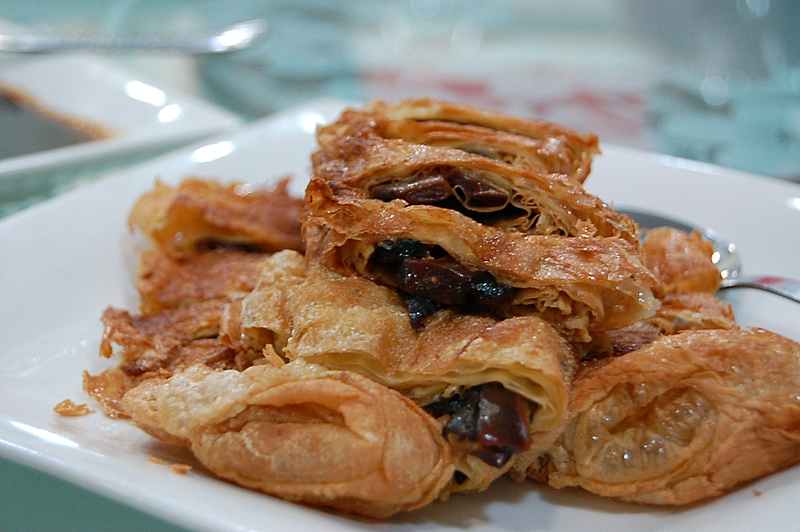
素鵝，一種模仿炸鵝肉的粵菜素食
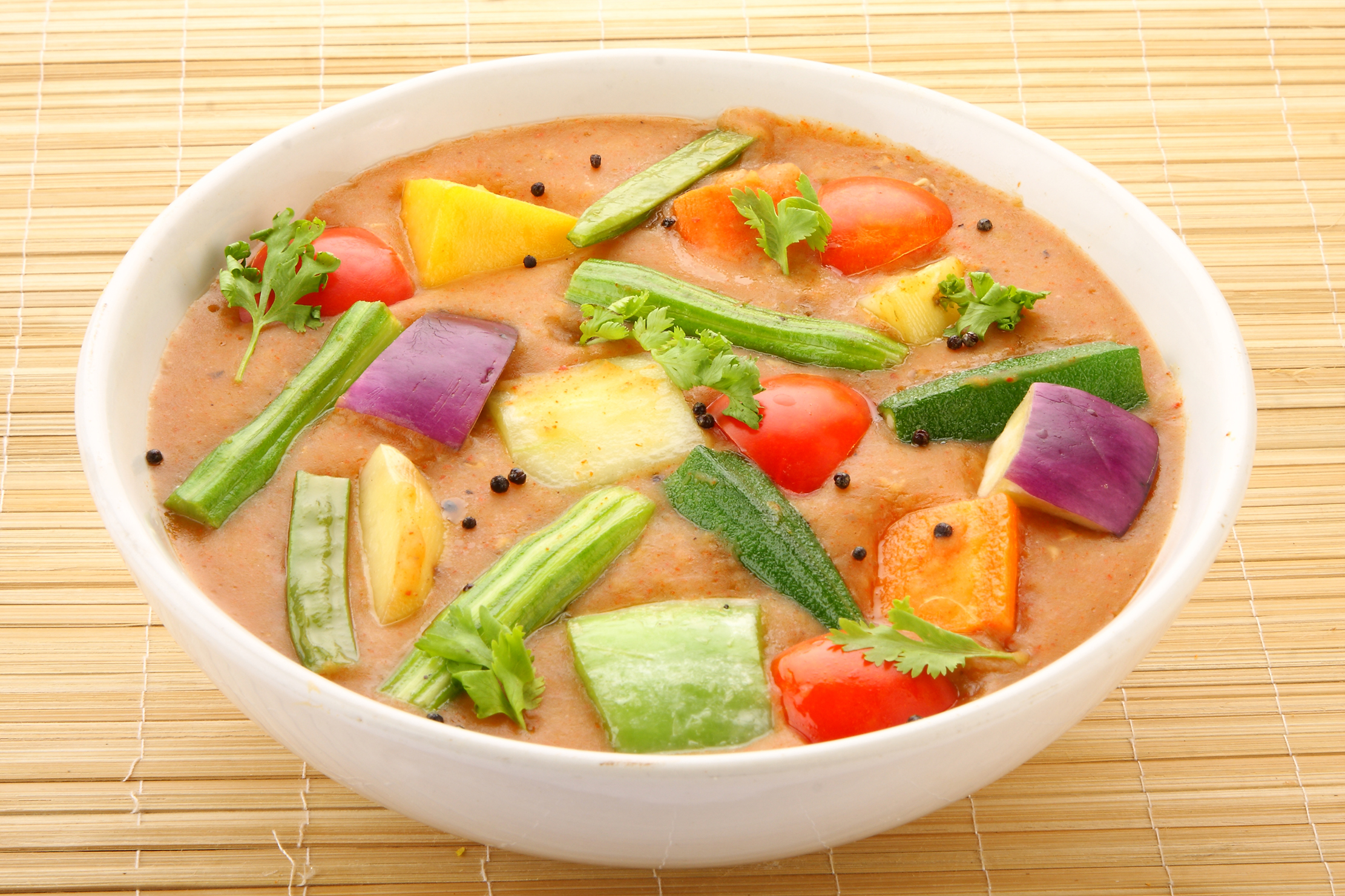
素咖哩
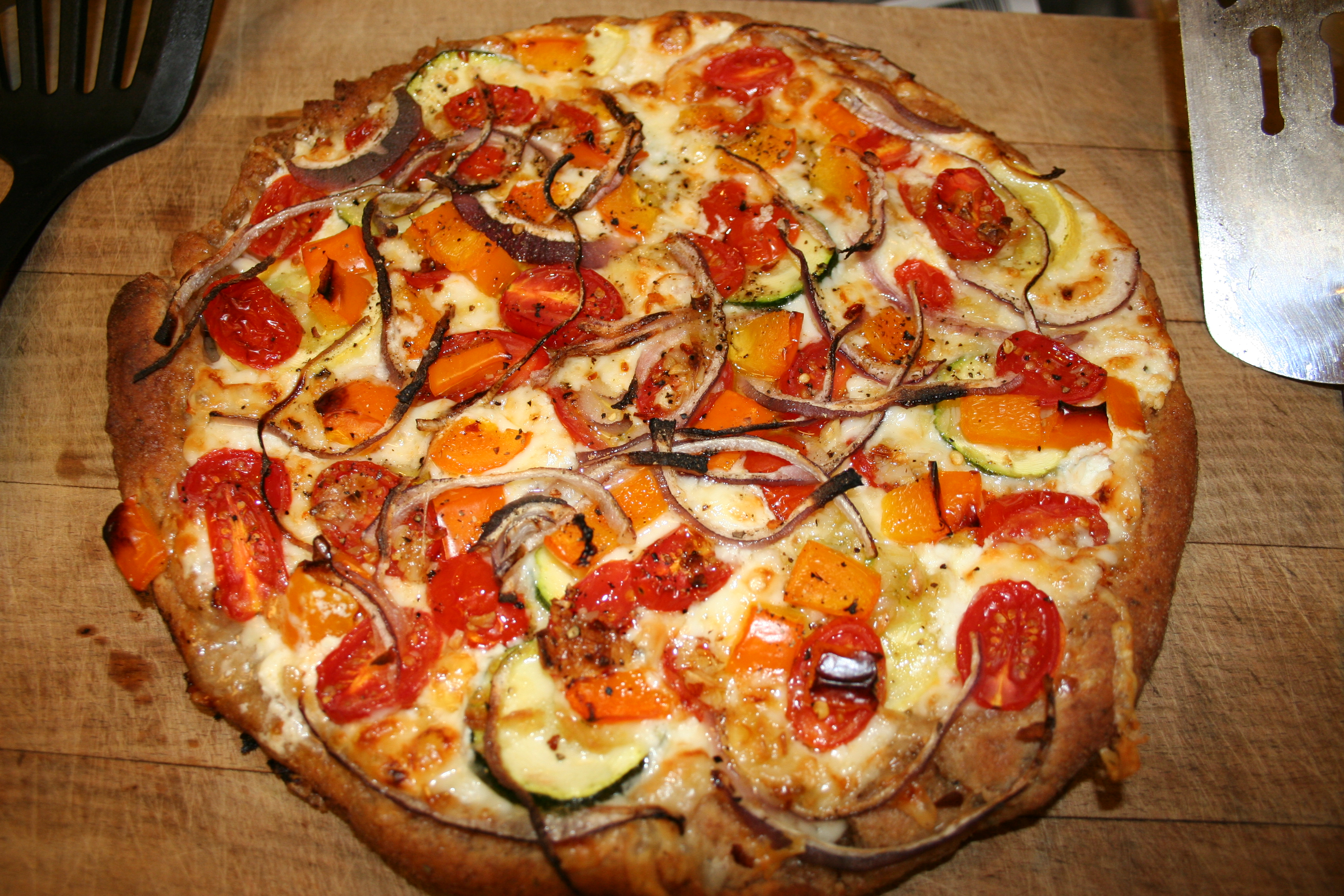
素薄餅
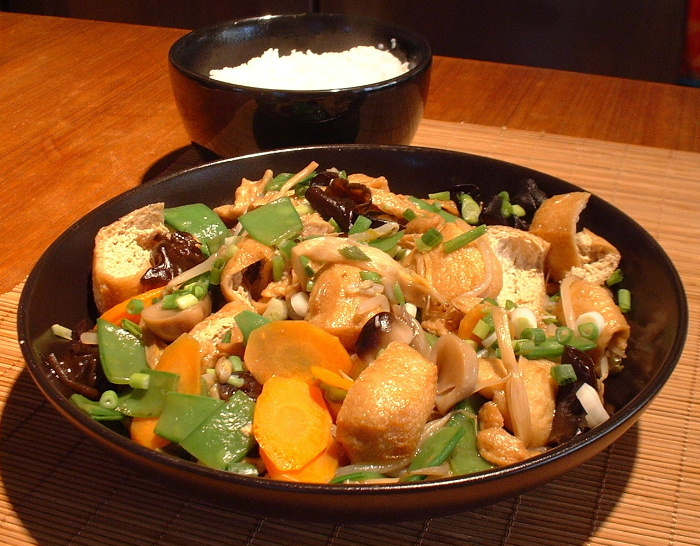
齋食小菜
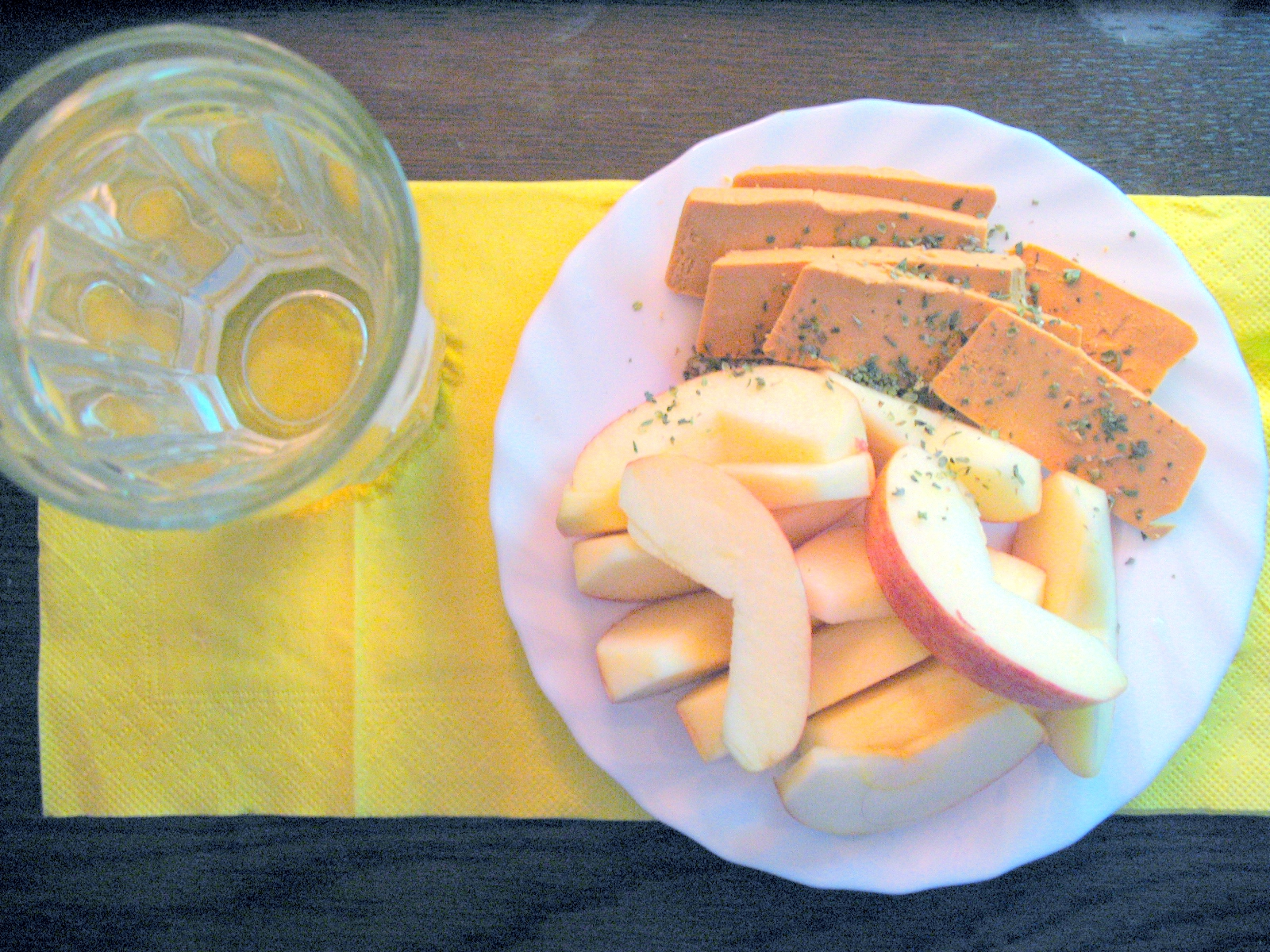
素奶酪
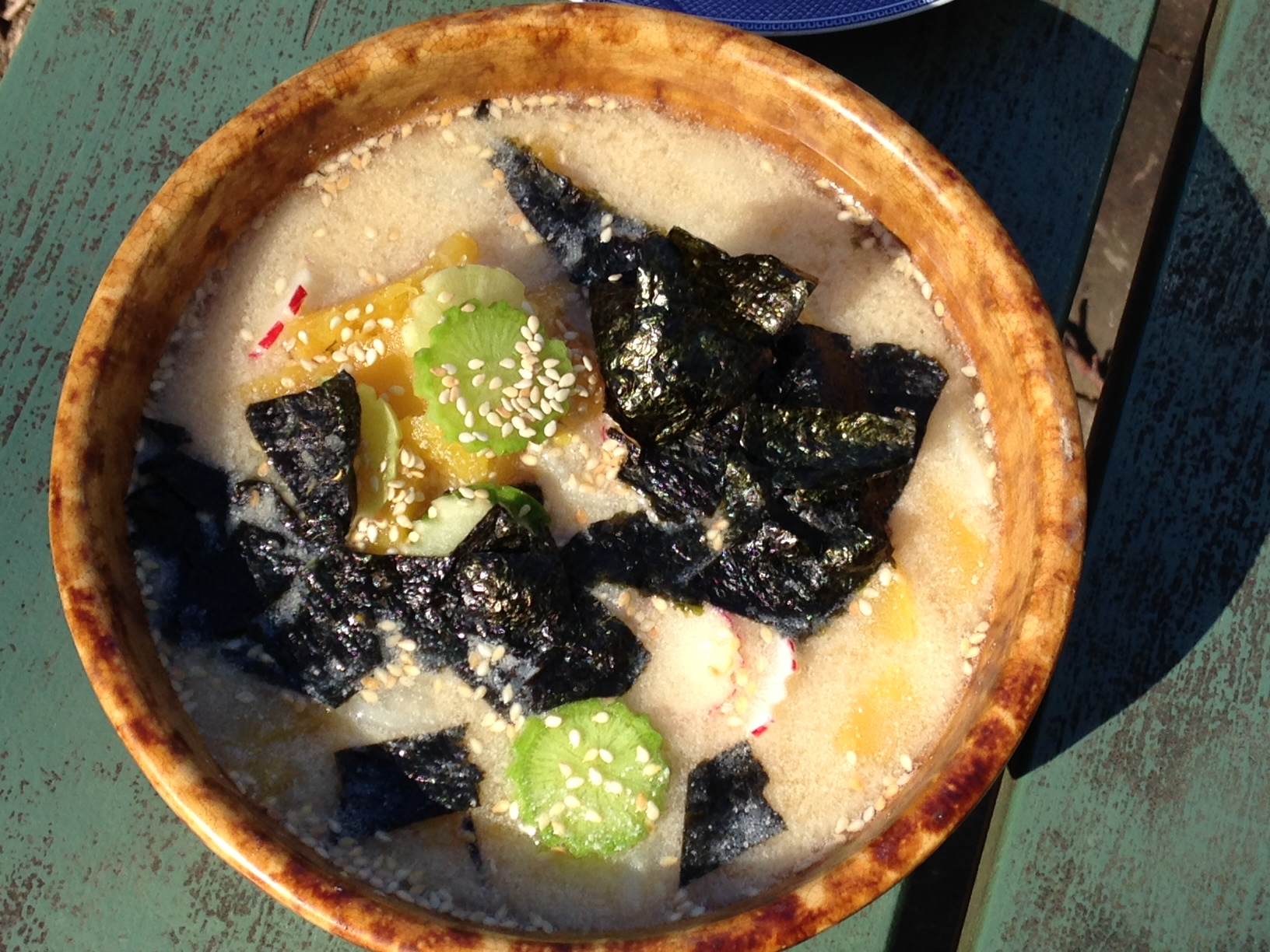
素日本味噌湯

## 參閲
- 草食动物
- 蔬果
- 永續發展
- 環境保護
- 肉食主义